# Крецул, Дмитрий Владимирович
Дмитрий Владимирович Крецул (1933, Каменка — 2008, Тирасполь) — строитель, Герой Социалистического Труда.

## Биография
Дмитрий Владимирович Крецул родился 30 апреля 1933 года в городе Каменка. С 1952 года работал каменщиком-бетонщиком. Участвовал в постройке Дубоссарской ГЭС. С 1956 года работал в Тираспольском строительном управлении № 28. С 1967 — в должности бригадира комплексной бригады.
Участвовал в строительстве хлопчатобумажного комбината и ватно-прядильной фабрики в Тирасполе, Молдавской ГРЭС в Днестровске. Позднее принимал участие в реконструкции заводов Электромаш и Молдвизолит. В 2000-е годы также участвовал в возведении ряда строений в Тирасполе, среди которых было новое здание детской художественной школы имени А. Ф. Фойницкого.
Умер 20 апреля 2008 года.

## Награды
- Герой Социалистического Труда[3][2];
- Заслуженный строитель МССР[3];
- Орден «Знак Почёта»[3];
- Орден Ленина[3];
- Почётный гражданин Тирасполя (1982)[2];